# (433953) 1997 XR2
(433953) 1997 XR2 es un asteroide que forma parte de los asteroides Apolo, descubierto el 4 de diciembre de 1997 por el equipo del Lincoln Near-Earth Asteroid Research desde el Laboratorio Lincoln, Socorro, Nuevo México.

## Designación y nombre
Designado provisionalmente como 1997 XR2.

## Características orbitales
1997 XR2 está situado a una distancia media del Sol de 1,076 ua, pudiendo alejarse hasta 1,293 ua y acercarse hasta 0,860 ua. Su excentricidad es 0,201 y la inclinación orbital 7,173 grados. Emplea 408 días en completar una órbita alrededor del Sol.

## Características físicas
La magnitud absoluta de 1997 XR2 es 20,9.